# Fidena pallidula
Fidena pallidula är en tvåvingeart som beskrevs av Krober 1933. Fidena pallidula ingår i släktet Fidena och familjen bromsar. Inga underarter finns listade i Catalogue of Life.